# Tremseh
Tremseh (Arabisch: التريمسة, al-Turaymisah), ook wel Treimsa, Taramsah of  Taramseh in dialect, is een dorp dicht bij Mhardeh in het gouvernement Hama in Syrië. Het ligt ongeveer 35 kilometer ten noordwesten van de stad Hama.
Het dorp heeft een bevolking tussen 7.000 en 11.000 inwoners, de meeste hiervan zijn Soennitische moslims.
Op 12 juli 2012 vond hier een bloedbad plaats in de Syrische Burgeroorlog. Het Syrische leger maakte tientallen tot meer dan 100 slachtoffers.